# ヒラメキパズル マックスウェルの不思議なノート
『ヒラメキパズル マックスウェルの不思議なノート』（ヒラメキパズル マックスウェルのふしぎなノート）は、2011年1月27日にコナミデジタルエンタテインメントから発売されたニンテンドーDS用ゲームソフト。欧米で100万本以上のヒットとなった『Scribblenauts』の日本語ローカライズ版。日本国外ではワーナー・ブラザース・インタラクティブ・エンターテインメント (Warner Bros. Interactive Entertainment) より発売されている。
本項ではシリーズ作品についても解説する。

## シリーズ作品
原作はシリーズ化されており、開発元である5th Cellの看板タイトルとなりつつある。
以下のシリーズ作品が発表されている。
- 『ヒラメキパズル マックスウェルの不思議なノート』（原題:Scribblenauts）（機種：ニンテンドーDS、日本版は2011年1月27日発売）
- 『Super Scribblenauts（スーパー スクリブルノーツ）』（機種：ニンテンドーDS、日本版は2011年10月13日発売）
- 『Scribblenauts Remix』（機種：iOS、2011年10月11日配信開始 / Android、2012年12月10日配信開始）
- 『Scribblenauts Unlimited』（機種：Windows（Steam）、日本では2013年2月16日配信開始（日本語未対応））
  - 先駆けて北米版がWii U・ニンテンドー3DS・Windowsで2012年11月18日発売（日本未発売）。Wii U版のみゲストとしてマリオシリーズやゼルダの伝説シリーズのキャラクターが登場。
- 『Scribblenauts Unmasked: A DC Comics Adventure』（機種：Windows（Steam）、日本では2013年9月25日配信開始（日本語未対応））
  - 先駆けて欧米版がWii U・ニンテンドー3DS・Windowsで2013年9月24日発売（日本未発売）。DCコミックスとのコラボレーション。
- 『Scribblenauts Showdown』（機種：PlayStation 4、Xbox One、Nintendo Switch）
  - 欧米にて2018年3月6日発売。最大4人でプレイ可能なミニゲームも収録。2020年時点では日本未発売。

## 概要
主人公のマックスウェルが持つノートには書かれた単語が実際に現れるという不思議な力があり、マックスウェルを操作しながらその力で出現したアイテムを用いて問題を解決していく2Dアクションパズルゲーム。
対応する単語は2万語以上で、一般的な物から専門的な物、細かい品種、マニアックな物、SFやファンタジー、ネットスラング、現象、人・動物・架空の物など形を問わず様々なアイテムを出すことができる。文字入力はタッチパネルによる手書き文字認識とソフトウェアキーボード。問題をクリアすればスターが出現し、その過程で使用したアイテムや行動によって評価が下される。提示された目的を解決できれば、どのような解釈、あるいは手段を取ってもよいため、正当な発想から奇抜な発想、非人道的な発想など様々な形でクリアを目指すことができる。

### 日本語版の特徴
日本語版『マックスウェルの不思議なノート』は従来のアルファベットに加え、ひらがな、カタカナの入力に対応している（同音異義語に関しては選択機能を使用する）。また、日本語版独自の追加単語としてコナミのゲームキャラクター達が多数ゲスト出演しており、『がんばれゴエモン』シリーズより「ゴエモン」「エビスマル（エビス丸）」、『グラディウス』シリーズより「ビックバイパー」、『悪魔城ドラキュラ』シリーズより「アルカード」、『メタルギアソリッド』シリーズより「ソリッドスネーク」「オールドスネーク」「ビッグボス」、『実況パワフルプロ野球』シリーズより「パワプロくん」、『ときめきメモリアル』シリーズより「しおり（藤崎詩織）」、『ラブプラス』シリーズより「まなか（高嶺愛花）」、『pop'n music』シリーズより「ミミ」「ニャミ」、といったキャラクターの名前をノートに書くと出現する。この他、原典とは違い子供系のキャラクターが即死攻撃系以外のダメージでは死ななくなっているという特徴がある。
日本語版『スーパー スクリブルノーツ』ではひらがな入力が廃止されてアルファベットとカタカナのみになり、コナミキャラのうち「エビスマル」「ソリッドスネーク」「オールドスネーク」「ビッグボス」が削除された。また、単語に性質を付加する形容詞を付けることが可能になった。前作の日本語版では無敵だった子供キャラクターも、本作では原作同様にダメージを受けると死亡するようになっている。